# Comuna Brîhînți, Kozeleț
Brîhînți (în ucraineană Бригинці) este o comună în raionul Kozeleț, regiunea Cernihiv, Ucraina, formată din satele Brîhînți (reședința), Karasînivka, Korniiv, Mîrne, Piznie și Rîkiv.

## Demografie
Componența lingvistică a comunei Brîhînți
     Ucraineană (99,34%)
     Alte limbi (0,66%)
Conform recensământului din 2001, majoritatea populației comunei Brîhînți era vorbitoare de ucraineană (99,34%), existând în minoritate și vorbitori de alte limbi.